# Исаак бен-Абба-Мари
Исаак бен-Абба-Мари (род. в Провансе ок. 1122 г., жил в Марселе и ум. после 1193 г.) — французский раввин-кодификатор периода ришоним.

## Биография
По общему мнению исследователей, которое, впрочем, некоторыми оспаривается, отец Исаака — рав Абба-Мари бен-Исаак — занимал должность бальи (судьи) в Сен-Жилле, второй столице графа Раймунда V Тулузского, где путешественник Вениамин Тудельский встретил его в 1165 году.
Исаак получил образование под руководством отца и дяди, ученика Альфаси. Вёл дружескую переписку с раббену Тамом и советовался с ним по вопросам религиозно-правового характера.

## Труды
Первой литературной работой Исаака была написанная им на 17-м году жизни книга о правилах резки скота (шхита, «Schechitah u-Terefoth»). Затем вышло его сочинение о правилах ношения «цицит», которое было составлено по просьбе Шешета Бенвенисте из Барселоны первоначально в виде комментария к 4-й главе трактата Менахот, где излагаются правила о «цицит». Оба сочинения составили позже часть ритуального отдела кодекса «Иттур», или «Иттур Соферим», над которым Исаак трудился 23 года (1170—1191).

### «Иттур»
«Иттур» написан на «шуадите» (еврейско-провансальском диалекте) и состоит из трёх частей:
- в 1-й кодифицированы законы юридического характера, в том числе бракоразводные, сгруппированные в 12 главах с отдельными заголовками;
- 2-я часть — из законов о резке скота, пище, обрезании, цицит, тефиллин и брачных обрядах, и наконец,
- 3-я часть содержит постановления о праздниках; эта часть носит общее заглавие «Asseret ha-Diberoth» (Десятисловие), по числу групп изложенных в ней законов; поэтому и автор иногда цитируется под названием «Baal ha-Diberoth», то есть автор «На-Diberoth»[5].[2]

«Иттур» является классическим произведением раввинской литературы во Франции и обнаруживает в авторе глубокое знание обоих Талмудов (вавилонского и иерусалимского), основательное знакомство с литературой гаонейского периода и с произведениями северно-французских талмудистов, от которых отличается тем, что посвящает должное внимание иерусалимскому Талмуду, пополняя им галахическую часть вавилонского, между тем как у талмудистов главным и почти исключительным источником толкований и законодательства служит Талмуд вавилонский.
Исаак проявляет полную независимость мысли и свободное критическое отношение даже к таким общепризнанным авторитетам, как гаоны и Альфаси. Французские евреи руководствовались решениями Исаака, и Иосиф Каро пользовался «Иттуром» для своего «Бейт Иосеф». Несмотря на это, «Иттур» постигла та же судьба, что и другие кодексы, которые утратили всякое значение после появления полного кодекса «Шулхан-Аруха» Иосифа Каро.
Издания
1-я часть «Иттура» была издана Иосифом бен-Сарук (Венеция, 1608 г., затем Варшава, 1801 г.).
В конце XVII века Яков бен-Израиль Сасон написал комментарий к части «Иттур» под заглавием «Bene Jakob» (Константинополь, 1704). В XVIII веке были составлены следующие комментарии к «Иттур»:
- «Nachum» — Элиезером Нахумом (не издан);
- «Tikkun Soferim u- Mikra Soferim» — Рафаилом-Яковом-Авраамом Героном (Константинополь, 1756, издан с текстом «Иттура»);
- Яковом бен-Авраам Ботоном (отрывки комментария помещены в его известном сборнике респонсов «Eduth be-Jakob», Салоники, 1720).[2]

Глава о жиловании мяса, «Dine Nikkur», комментирована Аароном бен-Моисей Меир Перлесом и издана отдельно под заглавием «Тоharat Aharon» (Оффенбах, 1712). Соломон Алгази сообщает о своем комментарии на «Иттур» под заглавием «Ziknat Schelomo», впоследствии затерявшемся, так что в прежние века об этой книге сложилось поверье, будто она принадлежит к категории сочинений, которые должны оставаться некомментированными (или комментарии утрачиваются, или авторы последних умирают безвременно; комментарии «Nachum», «Ziknat Schelomo» и отчасти де Ботона утеряны, а Яков Сасон умер молодым). Комментарием XIX века является составленный Меиром Ионой бен-Самуил (с текстом, ч. I, Варшава, 1883, ч. II и III, Вильна, 1874).

### Другие работы
Исаак, кроме «Иттур», написал заметки (на полях) к «Halachoth» Альфаси под заглавием «Meah Schearim» (впервые напечатаны в виленском издании Альфаси 1887—1897); некоторые приписывают их авторство Исааку бен-Реубен.
Исаак упоминает («Иттур», I, 15) также о своём комментарии к трактату «Кетубот».